# Telescopio de Groenlandia
El Telescopio de Groenlandia es un radiotelescopio que actualmente está instalado y en funcionamiento en la Base Aérea de Thule, en el noroeste de Groenlandia. Más adelante se desplegará en el campamento de investigación Summit Station, situado en el punto más alto de la Greenland ice sheet, a una altitud de 3.210 metros.
El telescopio se utiliza para estudiar el horizonte de sucesos de los agujeros negros y para comprobar cómo se comporta la relatividad general en entornos con gravedad extrema.
El Telescopio de Groenlandia formó parte de la red global de telescopios que conforma el Event Horizon Telescope que estudiará agujeros negros supermasivos y explorará el origen del chorro relativista en la galaxia activa Messier 87.

## Consorcio
El telescopio es fruto de la colaboración internacional entre:
- El Instituto de Astronomía y Astrofísica de la Academia Sinica[5] (Taiwán) (líderes del proyecto).
- El Observatorio Astrofísico Smithsonian del Centro de Astrofísica | Harvard & Smithsonian (Estados Unidos)
- Observatorio Radioastronómico Nacional (Estados Unidos)
- El Observatorio Haystack del Instituto Tecnológico de Massachusetts (Estados Unidos)

En 2011, la Fundación Nacional de la Ciencia de Estados Unidos entregó al Smithsonian Astrophysical Observatory una antena de radio de 12 metros que se había utilizado como prototipo para el proyecto ALMA en Chile. Desplegar el telescopio en medio de Groenlandia es ideal para detectar ciertas radiofrecuencias. 

## Progresos y estado actual

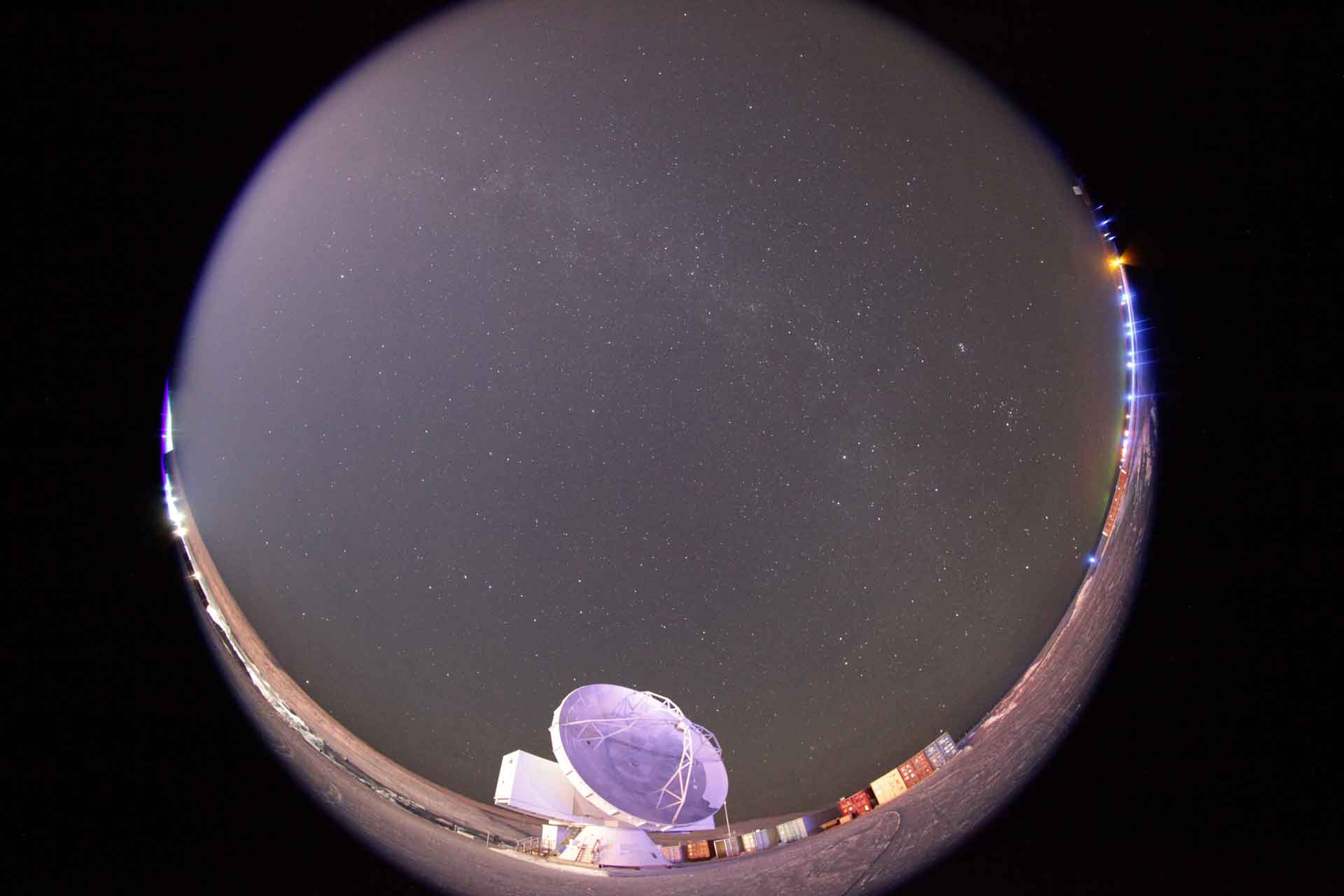
El telescopio de Groenlandia en la noche polar, 2017

Entre 2013 y 2015, el Instituto de Astronomía y Astrofísica de la Academia Sinica taiwanesa modificó el telescopio para que funcionara mejor en el frío entorno del Ártico. El telescopio se envió a Groenlandia en julio de 2016 y se volvió a montar en julio de 2017 en la Base Aérea de Thule, en el noroeste de Groenlandia. El telescopio tomó su primera imagen el 25 de diciembre de 2017.
En julio de 2023 se publicó en ArXiv una actualización sobre la "Construcción, puesta en servicio y operaciones" del telescopio en la Base Espacial Pituffik (el nombre revisado del complejo), en la que se describían "las lecciones aprendidas de las operaciones en las regiones árticas y las perspectivas del telescopio". Uno de los sistemas menos abstrusos que se probaron fue el de localización (porque cuando el telescopio se despliegue en la cumbre del casquete polar, se moverá con el "suelo" en el que esté montado. La ubicación medida fue (el 23 de enero de 2018) 76°32'6.5767" N, 68°41'8.8237" W, Altitud: 89,40 m (enlace de Google maps ; el plato estaba apuntando hacia el cenit cuando se fotografió), con la precisión requerida de 5m - un proceso que requirió alrededor de una hora de tiempo de observación. Los sistemas de retirada de nieve y hielo también funcionaron correctamente. Aunque no detalla ningún calendario de despliegue, el documento concluye que "el GLT está listo y es capaz de explotar estos potenciales distintivos de la capa de hielo de Groenlandia".
El telescopio se desplegará en el campamento de investigación Summit Station, situado en el punto más alto de la Capa de hielo de Groenlandia.